# Аверинский
Аверинский — хутор в Кумылженском районе Волгоградской области России. Входит в состав Суляевского сельского поселения. Население 18 чел. (2010).

## История
В соответствии с Законом Волгоградской области от 14 февраля 2005 года № 1006-ОД «Об установлении границ и наделении статусом Кумылженского района и муниципальных образований в его составе» хутор вошёл в состав образованного Суляевского сельского поселения.

## География
Расположен в западной части региона, в лесостепи, в пределах Хопёрско-Бузулукской равнины, являющейся южным окончанием Окско-Донской низменности, на р. Кумылга. Река отделяет хутор от восточной части центра поселения — х. Суляевский.
Уличная сеть состоит из одного географического объекта: ул. Степная.
Абсолютная высота 77 метров над уровнем моря.

## Население
| 2010 |
| ---- |
| 18   |

Гендерный состав
По данным Всероссийской переписи населения 2010 года в гендерной структуре населения из 18 жителей мужчин и женщин — по 9 человек (50 % каждая когорта).
Национальный состав
Согласно результатам переписи 2002 года, в национальной структуре населения
русские составляли 94 % из общей численности населения в 34 чел..

## Инфраструктура
Личное подсобное хозяйство.

## Транспорт
Просёлочные дороги. Дорога хутор Суляевский — хутор Аверинский